# Дмитриев, Владимир Владимирович (художник)
Влади́мир Влади́мирович Дми́триев (1900—1948) — советский театральный художник. Заслуженный деятель искусств РСФСР (1944). Лауреат четырёх Сталинских премий (1946 — дважды, 1948, 1949 — посмертно).

## Биография

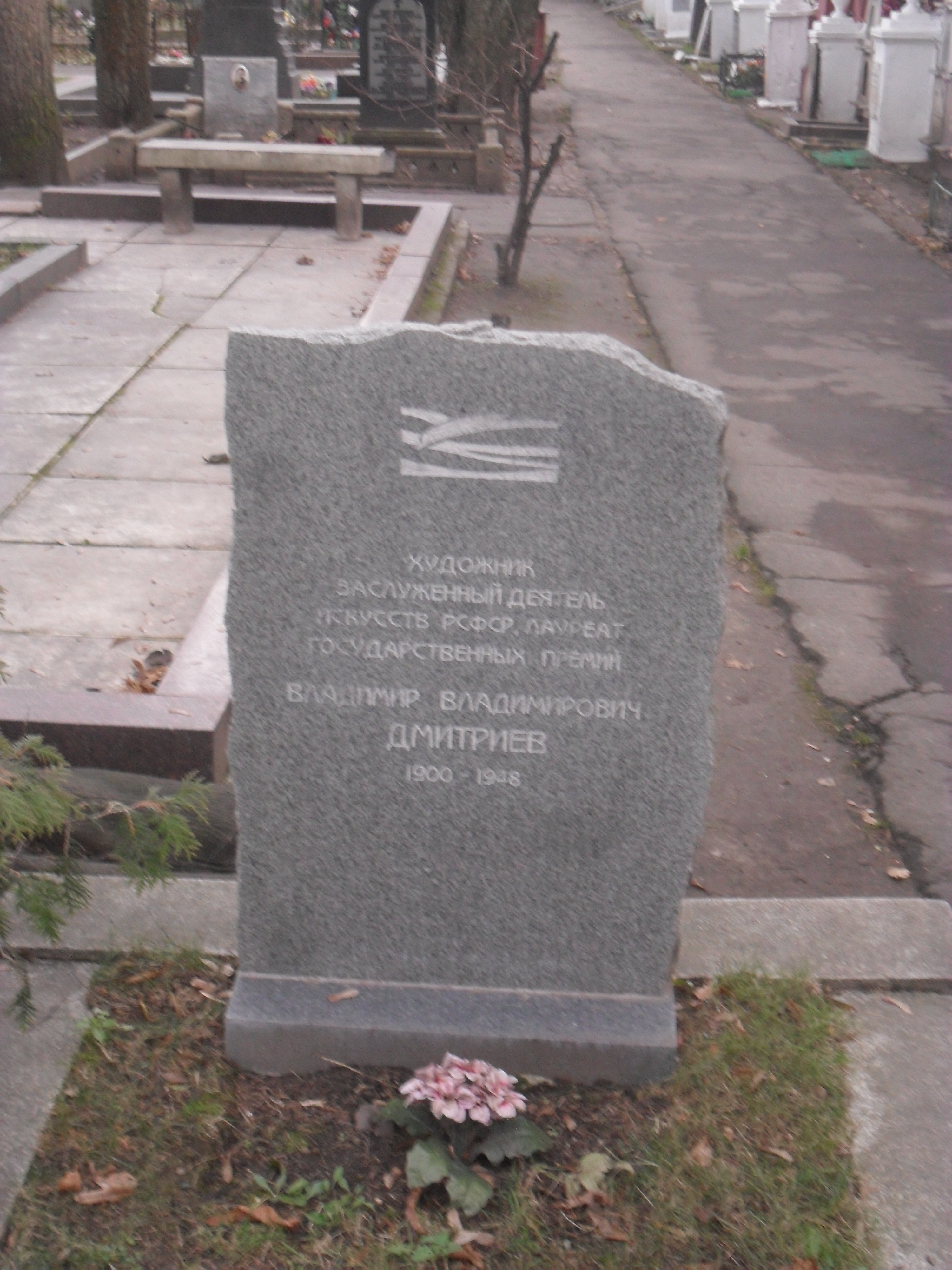
Могила В. В. Дмитриева на Новодевичьем кладбище Москвы.

Владимир Дмитриев родился 31 июля (13 августа) 1900 года в Москве.
В 1916—1917 годах учился живописи в школе Е. Н. Званцевой, в 1918—1921 годах занимался в Петроградских государственных свободных художественных мастерских (позднее — Высшие художественно—технические мастерские) у К. С. Петрова-Водкина.
Также занимался у В. Э. Мейерхольда в петроградской экспериментальной театральной Студии на Бородинской (1916—1917) и на Курсах мастерства сценических постановок (1918), был его горячим поклонником.
Стал известен в театральных кругах после первой крупной работы — сценического оформления спектакля «Зори» по пьесе Э. Верхарна в Театре РСФСР-1, поставленного В. Э. Мейерхольдом и В. М. Бебутовым в 1920 году по программе «Театрального Октября».
Работал в театрах Москвы и Ленинграда, в том числе в Театре под руководством С. Э. Радлова. После переезда в Москву в 1938 году стал ведущим художником МХАТ имени М. Горького, с 1941 по 1948 год — главный художник театра.
В. В. Дмитриев умер 6 мая 1948 года в Москве после тяжёлой болезни. Похоронен на Новодевичьем кладбище (участок № 2).

## Семья
- жена (1929—1938) — Елизавета Исаевна Долуханова (21 декабря 1904, Тифлис — 28 июня 1938, Ленинград). Родилась и провела детство в Тифлисе, в семье адвоката[3]. В 1924 году приехала в Петроград; с осени 1924 училась в Государственном институте истории искусств[4]. В 1929 году вышла замуж за В. Дмитриева. Была известна в ленинградской литературной среде; среди её друзей были Юрий Тынянов, Виктор Шкловский, Лидия Гинзбург[5]. В 1930-е годы сотрудничала с детским журналом «Ёж». 6 февраля 1938 была арестована. Комиссия НКВД и Прокуратуры СССР 13 июня 1938 приговорила Долуханову по статье 58-6 УК РСФСР к высшей мере наказания[6]. Расстреляна 28 июня 1938 в Левашовской пустоши. Реабилитирована в 1989.
- дочь от Е. И. Долухановой — Татьяна Владимировна Дмитриева (1933—?)[7]
- вторая жена актриса М. В. Пастухова, в следующем браке жена композитора Кирилла Молчанова.
- дочь от М. В. Пастуховой — теннисистка и спортивный комментатор А. В. Дмитриева (1940—2024)

## Работы в театре

### МХАТ им. М. Горького
- 1932 — «Мёртвые души» по поэме Н. В. Гоголя. Художественный руководитель постановки К. С. Станиславский
- 1935 — «Враги» А. М. Горького. Режиссёры Вл. И. Немирович-Данченко и М. Кедров
- 1937 — «Анна Каренина» Л. Н. Толстого. Постановка Вл. И. Немировича-Данченко
- 1940 — «Три сестры» А. П. Чехова. Постановка Вл. И. Немирович-Данченко
- 1942 — «Кремлёвские куранты» Н. Погодина. Режиссёры Л. М. Леонидов и М. О. Кнебель. Рук. постановки Вл. И. Немировича-Данченко
- 1942 — «Фронт» А. Корнейчука. Режиссёры Н. Хмелёв, Б. Ливанов, И. Раевский, М. Яншин

«Зори» Э. Верхарна. Сцена из спектакля (1920)

- 1943 — «Русские люди» К. Симонова. Художественный руководитель постановки Н. Хмелёв
- 1944 — «Последняя жертва» А. Н. Островского
- 1947 — «Дядя Ваня» А. П. Чехова. Режиссёры М. Кедров, Литовцева, И. Судаков
- 1948 — «Лес» А. Н. Островского. Постановка М. Кедрова
- 1948 — «Хлеб наш насущный» Н. Вирты. Режиссёры И. Судаков, М. Кнебель

### Другие театры
- 1920 — «Зори» Э. Верхарна, постановка Вс. Мейерхольда (Театр РСФСР-1)
- 1926 — «Любовь к трем апельсинам» С. С. Прокофьева, постановка С. Э. Радлова (Ленинградский театр оперы и балета)
- 1926 — «Пульчинелла» И. Ф. Стравинского, постановка Ф. В. Лопухова (Ленинградский театр оперы и балета)
- 1931 — «Нюрнбергские мейстерзингеры» Р. Вагнера, совместно с Т. Н. Глебовой (Ленинградский малый театр оперы и балета)
- 1931 и 1944 — «Пиковая дама» П. И. Чайковского (Большой театр)
- 1932 — «Егор Булычов и другие» М. Горького (МАДТ имени Е. Б. Вахтангова)
- 1932 — «Пламя Парижа» (Ленинградский театр оперы и балета)
- 1937 — «Человек с ружьём» Н. Погодина, режиссёры В. В. Куза, К. Я. Миронов, А. И. Ремизова, постановка Р. Симонова (МАДТ имени Е. Б. Вахтангова)
- 1938 — «Гамлет» У. Шекспира (Ленинградский государственный театр п/р С. Э. Радлова)
- 1940 — «Фельдмаршал Кутузов» В. А. Соловьёва, режиссёр Н. П. Охлопков, художники В. В. Дмитриев и Б. Р. Эрдман (МАДТ имени Е. Б. Вахтангова)
- 1943 — «Надежда Светлова» И. И. Дзержинского (музыкальный театр им Станиславского и Немировича-Данченко)
- 1945 — «Орлеанская дева» П. И. Чайковского (ЛАТОБ имени С. М. Кирова)
- 1948 — «Вражья сила» А. Н. Серова (Большой театр)
- 1948 — «Проданная невеста» Б. Сметаны (Большой театр)

## Награды и премии
- Сталинская премия первой степени (1946) — за оформление спектакля «Последняя жертва» А. Н. Островского (1944).
- Сталинская премия первой степени (1946) — за оформление оперного спектакля «Орлеанская дева» П. И. Чайковского (1945).
- Сталинская премия первой степени (1948) — за оформление оперного спектакля «Вражья сила» А. Н. Серова (1948).
- Сталинская премия второй степени (1949 — посмертно) — за оформление оперного спектакля «Проданная невеста» Б. Сметаны (1948).[8]
- заслуженный деятель искусств РСФСР (1944)
- орден «Знак Почёта» (26.10.1938) — в связи с 40-летием МХАТ СССР им. М. Горького[9]
- медали